# Platycheirus podagratus
Platycheirus podagratus là một loài ruồi trong họ Ruồi giả ong (Syrphidae). Loài này được Zetterstedt mô tả khoa học đầu tiên năm 1838. Platycheirus podagratus phân bố ở vùng Cổ Bắc giới